# Incilius aucoinae
Incilius aucoinae — вид жаб, обитающий в Центральной Америке на юго-западе Коста-Рики и на прилегающей территории западной Панамы. До описания в 2004 году его путали с Incilius melanochlorus.

## Этимология
Видовое название aucoinae дано в честь Лизы Аукойн (1971—2001), американского герпетолога, погибшей в автокатастрофе вскоре после возвращения из поездки в Коста-Рику.

## Среда обитания и охрана
Это очень многочисленный вид, обитающий в лесных местообитаниях, от плантаций деревьев до первичных лесов. Размножение происходит в широких ручьях и реках с небольшим уклоном в сухой сезон. Для этого неприхотливого вида нет серьезных угроз; он также встречается на нескольких охраняемых территориях.